# ایوالد وایبل
ایوالد وایبل (آلمانی: Ewald Weibel؛ ۵ مارس ۱۹۲۹–۱۹ فوریه ۲۰۱۹) یک دانشمندِ زیست‌شناس و رئیس پیشین «انیستیتو کالبدشناسی» دانشگاه برن بود.
او یکی از نخستین دانشمندانی بود که اجسام وایبل-پالاد را در لایه درون‌رگی توصیف نمود که به افتخار وی و جرج امیل پالاده نامگذاری شد.
ایوالد وایبل در سال ۱۹۷۴ برندهٔ «جایزهٔ مارسل بنوآ» و در سال ۱۹۸۱ به عضویت آکادمی ملی علوم ایالات متحده آمریکا درآمد. او در سال ۲۰۰۰ عضو افتخاری فرهنگستان هنر و علوم آمریکا شد.